# Aloe ahmarensis
Aloe ahmarensis är en grästrädsväxtart som beskrevs av Favell, M.B.Mill. och Al-gifri. Aloe ahmarensis ingår i släktet Aloe och familjen grästrädsväxter.
Artens utbredningsområde är Sydjemen. Inga underarter finns listade i Catalogue of Life.